# 比特·赫格斯塔
比特·赫格斯塔（挪威語：Birthe Hegstad，1966年7月23日—），挪威女子足球运动员，场上位置是前锋。她曾代表挪威国家队参加1991年国际足联女子世界杯，结果队伍获得亚军。